# La Brute (Conrad)
Pour les articles homonymes, voir La Brute.
La Brute est une nouvelle de Joseph Conrad publiée en 1906.

## Historique
La Brute, un récit révoltant paraît en 1906 dans le Daily Chronicle, puis en 1908 dans le recueil de nouvelles A Set of Six (traduit en français par Six nouvelles).

## Résumé
Dans l'arrière-salle du bar des Trois Corbeaux, des marins se racontent l'histoire de la Famille Aspe, un navire si difficile à manœuvrer qu'on l'avait surnommé La Brute...

## Éditions en anglais
- The Brute, dans le Daily Chronicle du 5 décembre 1906, en Angleterre.
- The Brute, dans le McClure's Magazine en novembre 1907, aux États-Unis.
- The Brute, dans le recueil de nouvelles A Set of Six, chez l'éditeur Methuen and Co à Londres, en août 1908.

## Traduction en français
- La Brute, traduit par Pierre Coustillas, dans Conrad (dir. Sylvère Monod), Œuvres, t. III, Paris : Gallimard, coll. « Bibliothèque de la Pléiade », 1987.